# Adolph von Gernet
Richard Adolph von Gernet (* 14. April 1863 in Sellenküll (Seljaküla) nahe Oru, Estland; † 4. Januar 1942 in Dingolfing, Bayern) war ein Metallurg.

## Leben
Er besuchte 1876–1881 die Ritter- und Domschule zu Reval und studierte 1881 bis 1886 an der Kaiserlichen Universität Dorpat. Er wurde zunächst Leiter des Privatlaboratoriums von Werner von Siemens in Berlin. 1889 baute er eine Goldwäsche in Jekaterinburg im Ural. 1892 wurde er Vertreter der Firma in Amerika.
Um 1895 folgte er seinem Bruder Rudolf nach Südafrika, wo er Direktor der Goldmine Rand Central Ore Reduction Works wurde. Er patentierte einen Prozess zur Gewinnung von Kupfer, der später als Siemens-Halske electric precipitation process bekannt wurde. In den 1890er-Jahren untersuchte er mit John Hays Hammond vor der Küste Kapstadts den Goldgehalt im Meerwasser. 1898 wurde er der erste russische Vizekonsul in Johannesburg. 1901 reiste er durch Peru und Bolivien. Später lebte er in Brüssel.
Die Von Gernet Copper Limited wurde im Oktober 1905 liquidiert.
Adolph von Gernet heiratete 1898 Leonilla Fürstin von Mestscherski (* 1871), mit der er eine Tochter, Alexandra von Reitzenstein (1900–1965), hatte.

## Veröffentlichungen
- Über Knallgasexplosion. Dorpat, 1887 (mit Arthur von Oettingen)